# 傑克·鮑爾
杰克·鲍尔（英語：Jack Bauer），美国福克斯广播公司《24》男主角，由苏格兰裔加拿大演员基弗·萨瑟兰（Kiefer Sutherland）扮演，由小山力也日语配音。

## 履历
杰克·鲍尔是德裔美国人，1966年2月18日生于加州圣塔莫尼卡，拥有加州大学洛杉矶分校英国文学学士学位、加州大学伯克利分校犯罪学和法学硕士学位。
他在毕业后加入美国陆军，进入后备军官学校学习。开始服役于绿色贝雷帽，随即加入三角洲部队（1st SFOD-D）。曾获得紫心勋章、银星勋章和荣誉勋章，服役15年后以上尉军衔退役。随即加入洛杉矶警察局的特种武器和战术小组（LAPD SWAT），并且是中情局（CIA）秘密特工。后来被洛杉矶反恐组（CTU）主管克里斯托弗·亨德森（Christopher Henderson）招募。
杰克·鲍尔身高5英尺10英寸（178），体重168磅（76），精通枪械、炸药、电子设备，能讲俄语、德语、阿拉伯语，可以辨识塞尔维亚语，并能驾驶飞机和直升机。

## 信念与价值观
杰克·鲍尔坚持一個信条——“目的证明手段”：他似乎显得特别为达到目的不择手段。为取得墨西哥毒枭雷蒙·沙拉萨（Ramon Salazar）的信任，他在洛杉矶CTU主管乔治·梅森（George Mason）面前射杀了污点证人。当乔治·梅森（George Mason）表达对其极端行为的惊愕时，杰克·鲍尔却说：“那是像你这样的人的问题，乔治。你想事事有个结果，但你从不把自己的手弄脏。”
杰克·鲍尔精于审讯，经常对受审的恐怖分子的手法进行精神、肉体的极度折磨，甚至以其家人性命相威胁。相应的，杰克·鲍尔自己在面对严刑审问时宁死不屈，恐怖分子罗尼·斯塔克（Ronnie Stark）动用各种手段审讯他，杰克·鲍尔数次休克，甚至心跳停止也没有招供，而且在他恢复意识几分钟后，立即就制服看守扭转乾坤。
杰克·鲍尔也经常为了国家利益不惜牺牲自己和他人的生命。恐怖分子斯蒂芬·桑切斯（Steghen Saunders）以释放生化病毒来威胁总统大卫·帕默（David Palmer），要求处决CTU代理主管瑞恩·查佩尔（Ryan Chappelle），杰克·鲍尔在抓捕斯蒂芬·桑切斯（Steghen Saunders）行动失败的情况下执行了枪决。
杰克·鲍尔闯入中國駐洛杉磯總領事館劫持掌握恐怖袭击关键情报的中国科学家李忠（Lee Jong），在行动中李忠（Lee Jong）中弹，生命垂尾。回到CTU之后，杰克·鲍尔得知仅有的医生正在抢救保罗·瑞恩斯（Paul Raines），而保罗·瑞恩斯（Paul Raines）在明知杰克·鲍尔是分居妻子奥黛丽·瑞恩斯（Audrey Raines）的现任男友，仍然为救他而中弹。然而令奥黛丽·瑞恩斯（Audrey Raines）难以接受的是杰克·鲍尔拔枪命令医生先抢救李忠（Lee Jong），保罗·瑞恩斯（Paul Raines）在失去抢救的情况下心跳停止而死亡。
对于这样的行为杰克·鲍尔几乎不会流露出情感上的痛苦，直到危机解除之时，這很大程度上是因为他不得不压抑个人情感以完成当前任务。偶尔他也会展现脆弱的一面，在枪决CTU代理主管瑞恩·查佩尔（Ryan Chappelle）和砍掉外勤组特工蔡斯·爱德蒙斯（Chase Edmunds）的左手之后，终于解除了生化武器的威胁，他感情溃堤，泪流满面。也许正是这脆弱的一面才是杰克·鲍尔这个角色的画龙点睛之处，他提醒观众，杰克·鲍尔其实也是人，他也有着正常人的七情六欲。
当杰克·鲍尔在失去妻子之后，他生活中的个人目标已经没有了，国家利益才是他所有行动的出发点，就像他曾经对助手蔡斯·爱德蒙斯（Chase Edmunds）说的那样：“你想幹这份工作，就別指望同時维持正常人的生活。”

## 家庭
- 父亲：菲利普·鲍尔（Phillip Bauer）
- 妻子：泰瑞·鲍尔（Teri Bauer）
- 女儿：金·鲍尔（Kim Bauer）
- 兄弟：格雷·鲍尔（Graem Bauer）
- 弟媳：玛丽莲·鲍尔（Marilyn Bauer）
- 侄子：喬許·鲍尔（Josh Bauer）

杰克·鲍尔的父亲菲利普·鲍尔（Phillip Bauer）是美国BXJ科技公司的董事长，生有杰克·鲍尔和格雷·鲍尔（Graem Bauer）两个儿子。杰克大学毕业之后，放弃了加入父亲公司的优渥前景，进入美国陆军（U.S. army）服役，从此父子兄弟之间产生了很多矛盾和隔阂。弟媳玛丽莲在婚前曾经与杰克交往过，后来嫁给格雷。
杰克·鲍尔与泰瑞·鲍尔（Teri Bauer）结婚超过16年，育有一女金·鲍尔（Kim Bauer），由于工作与家庭不能兼顾，两人曾经分居。

## 剧中经历

### 第一季
美国大选加州初选当日，洛杉矶CTU主管杰克·鲍尔的妻子泰瑞·鲍尔（Teri Bauer）及女儿金·鲍尔（Kim Bauer）被綁架，绑匪要挟杰克·鲍尔刺杀民主党总统候选人参议员大卫·帕默（David Palmer）。杰克不得不既假装顺应绑匪要求，又保证大卫·帕默（David Palmer）的安全。原来两年前杰克·鲍尔参加过中情局组织的秘密任务「夜幕行动」，负责清除塞尔维亚恐怖分子维克多·特雷森（Victor Drazen）。绑匪是维克多的两个儿子，目的是向当年授权行动的参议院特别委员会主席大卫·帕默（David Palmer）和行动负责人杰克·鲍尔报仇。杰克的副手妮娜·迈尔斯（Nina Myers）是潜伏在CTU的间谍，在行动中处处作梗，身份暴露之后又杀害了泰瑞·鲍尔（Teri Bauer）。

### 第二季
一年半后，总统大卫·帕默（David Palmer）授权赋闲在家的杰克·鲍尔，协助CTU阻止恐怖组织“第二波”对洛杉矶的核弹威胁。原来为控制中东石油，美国里海石油集团伪造恐怖分子与中东三国高官的谈话，促使美国开战。总统大卫·帕默（David Palmer）在接到杰克·鲍尔的电话后，停止军事行动，被副总统吉姆·普雷斯科特（Jim Prescott）组织内阁会议，投票解除了他的权力。直到杰克·鲍尔获得装有原始谈话记录的芯片之后，大卫·帕默（David Palmer）才得以恢复权力。作为惩罚，他命令让副总统顺利组织内阁会议的白宫办公厅主任麦克·诺维克（Mike Novick）辞职。在行动中，杰克·鲍尔认识了未来的女友凯特·华纳（Kate Warner），和CTU副主管托尼·阿尔梅达（Tony Almeida）、总统大卫·帕默（David Palmer）的友谊也在此过程中逐渐建立。

### 24:游戏
半年后，一群恐怖分子策划暗杀副总统吉姆·普雷斯科特（Jim Prescott），失败后趁着加州地震而绑架州长。杰克·鲍尔和刚刚认识的CTU外勤特工蔡斯·爱德蒙斯（Chase Edmunds）联手反恐，救出了杰克·鲍尔的女儿金·鲍尔（Kim Bauer），发现幕后黑手是德国军火商麦克斯（Max）。麦克斯在走投无路之际，绑架了杰克·鲍尔的女友凯特·华纳（Kate Warner）。杰克·鲍尔和麦克斯在游艇上激战，终于杀死了麦克斯，救回了女友。

### 第三季
两年半后，洛杉矶面对生化武器威胁，身为CTU行动组主管的杰克·鲍尔为阻止此事，协助正在美国监狱服刑的墨西哥毒枭雷蒙·沙拉萨（Ramon Salazar）越狱。原来是杰克·鲍尔与CTU主管托尼·阿尔梅达（Tony Almeida）等人的双面间谍计划，目的是要获得乌克兰科学家出售的生化病毒。但最终计划失败，病毒早已被前英国军情六处特工斯蒂芬·桑切斯（Steghen Saunders）购买。斯蒂芬·桑切斯（Steghen Saunders）痛恨美国的霸权主义政策，以此要挟总统大卫·帕默（David Palmer）公布世界各国受雇于美国的秘密特工名单。在此次行动中，杰克·鲍尔不得不奉命枪杀CTU代理主管瑞恩·查佩尔（Ryan Chappelle）、不得不砍掉外勤组特工蔡斯·爱德蒙斯（Chase Edmunds）的左手......行动结束后，杰克·鲍尔趴在车里，泣不成声。

### 第四季
一年半后，作为国防部长特别顾问的杰克·鲍尔正在CTU商讨情报机构经费使用问题，国防部长詹姆斯·海勒（James Heller）与其女儿奥黛丽·瑞恩斯（Audrey Raines）被阿拉伯恐怖分子哈比卜·马尔万（Habib Marwan）派人劫持。杰克·鲍尔主动请缨，协助CTU解除恐怖危机。哈比卜·马尔万（Habib Marwan）花样层出不穷，连续制造绑架并审判国防部长詹姆斯·海勒（James Heller）、核电站泄漏、盗取F117击落空军一号导致总统约翰·基勒（John Keeler）重伤、窃取核弹头空袭洛杉矶等恐怖事件，最终哈比卜·马尔万（Habib Marwan）拒捕而跳楼自杀，杰克·鲍尔则成功制止了核弹空袭。但是由于在行动中强行闯进中国洛杉矶总领馆劫持参与恐怖事件的中国核科学家李忠（Lee Jong），被中国要求引渡，继任总统的副总统查尔斯·罗根（Charles Logan）默许杀害杰克·鲍尔以避免其被中国刑讯逼供套取情报。杰克·鲍尔最后在好友托尼·阿尔梅达（Tony Almeida）、米歇尔·戴斯勒（Michelle Dessler）的帮助下，装死逃过此劫......

### 第五季
一年半后，化名弗兰克·富林（Frank Flynn）做着石油钻井工作的杰克·鲍尔在电视上得知好友前总统大卫·帕默（David Palmer）、托尼·阿尔梅达（Tony Almeida）和米歇尔·戴斯勒（Michelle Dessler）相继遇害，又接到克洛伊·奥布莱恩（Chloe O'Brian）的求救电话，才发现自己被人嫁祸，于是不得不重出江湖。同时俄罗斯分离主义分子占领机场以人质要挟访美的俄罗斯总统不得与美国签署联合反恐宣言，失败后又控制了20枚神经毒气要挟美国政府。杰克·鲍尔在阻止俄罗斯恐怖分子的期间，越来越多地发现今天发生的一切都有着某种关系，最终发现原来当今美国总统查尔斯·洛根（Charles Logan）才是导致暗杀、恐怖等一系列事件的元凶后，在洛杉矶CTU主管比尔·布坎南（Bill Buchanan）、代理主管凯伦·海耶斯（Karen Hayes）、技术主管克洛依·欧布莱恩（Chloe O'Brian）以及总统夫人玛莎·洛根（Martha Logan）、白宫办公厅主任麦克·诺维克（Mike Novick）的帮助下，将查尔斯·洛根（Charles Logan）绳之于法。然而，还没来得及享受胜利的喜悦，就被中国特工秘密抓获，通过货轮转运中国受审......

### 第六季
新当选的美国总统韦恩·帕默（Wayne Palmer）与中国政府达成交易，将被监禁审讯20个月的杰克·鲍尔释放回国，然后交给恐怖分子阿布·法耶德（Abu Fayed）处死（该恐怖分子的兄弟被杰克刑讯逼供致死），而阿布·法耶德（Abu Fayed）则说出导致大规模恐怖袭击的首领哈米尔·阿萨德（Hamri Al-Assad）的下落。杰克·鲍尔在受死过程中得知阿布·法耶德（Abu Fayed）才是罪魁祸首，于是逃走并找到已经放弃实施恐怖主义哈米尔·阿萨德（Hamri Al-Assad），共同阻止恐怖袭击。在抓捕行动中，恐怖分子引爆核弹导致洛杉矶市郊1.2万平民死亡，而杰克·鲍尔发现核弹袭击居然涉及到父亲菲利普·鲍尔（Phillip Bauer）和弟弟格雷·鲍尔（Graem Bauer）的BXJ科技家族企业。
在杰克·鲍尔成功截获剩余的4枚核弹后，中国特工以其被绑架女友奥黛丽·瑞恩斯（Audrey Raines）为人质，索要核弹上的线路板，此电路板如被中国破译，将严重危害俄罗斯国家安全。杰克·鲍尔本打算救出女友后就引爆炸弹炸毁线路板，但是被随即赶来的CTU特工干扰而未能如愿，但线路板已遭部分损毁，为此中国特工又交由菲利普·鲍尔（Phillip Bauer）修理。线路板的遗失令美俄关系紧张，俄罗斯即将进攻位于中亚的美军基地，战争一触即发。杰克·鲍尔最终抓获中国特工头目，夺回线路板，菲利普·鲍尔（Phillip Bauer）则死于导弹空袭。杰克·鲍尔决意放弃特工生涯，专心照顾精神严重失常的女友奥黛丽·瑞恩斯（Audrey Raines），为女友之父詹姆斯·海勒（James Heller）所阻止，指出他不可能真正离开特工生涯。杰克·鲍尔默认了这个事实，独自从女友寓所离开。

### 第七季
美国总统艾莉森·泰勒（Allison Taylor）决定推翻正在进行种族屠杀的非洲桑格拉（Sangala）军人独裁者朱玛（Juma）将军，朱玛（Juma）将军则派杜巴库（Dubaku）上校通过雇佣兵获取CIP装置，制造飞机相撞事故，威胁美国撤军。总统艾莉森·泰勒（Allison Taylor）不为所动，而正在国会接受质询的杰克·鲍尔被FBI特工蕾妮·沃克（Renee Walker）借用来调查此次恐怖袭击，发现雇佣兵中竟然出现了托尼·阿尔梅达（Tony Almeida）的身影，原来他是自行组织卧底行动，并有因刑讯逼供已被解散的CTU前特工比尔·布坎南（Bill Buchanan）和克洛伊·奥布莱恩（Chloe O'Brian）协助。杰克·鲍尔成功消灭雇佣兵摧毁CIP装置，才获知丧失政权的朱玛（Juma）将军已经抵达美国，准备对白宫进行自杀式袭击。总统艾莉森·泰勒（Allison Taylor）被擒，比尔·布坎南（Bill Buchanan）在营救行动中殉国，朱玛（Juma）将军则被当场击毙。
与朱玛（Juma）将军合作研究生化武器的军工私企斯塔克伍德（starkwood）公司总裁乔纳森·霍奇斯（Jonathan Hodges）将生化武器运来美国，准备威胁总统艾莉森·泰勒（Allison Taylor），要求参与外交政策的制定。生化武器被托尼·阿尔梅达（Tony Almeida）破坏，乔纳森·霍奇斯（Jonathan Hodges）被捕，但他只是冰山一角，还有很多军工私企总裁联合策划恐怖袭击，以期绑架美国政府为自身利益服务。托尼·阿尔梅达（Tony Almeida）为报杀妻之仇，将其中一枚生化武器运出，在華盛頓地铁实施爆炸，后又抓捕感染生化病毒的杰克·鲍尔，以获取幕后黑手阿兰·威尔逊（Alan Qilson）的信任。阿兰·威尔逊（Alan Qilson）是指使杀害前总统大卫·帕默（David Palmer）和托尼·阿尔梅达（Tony Almeida）夫妇的罪魁祸首，杰克·鲍尔忍痛击伤托尼·阿尔梅达（Tony Almeida），阻止其杀死阿兰·威尔逊（Alan Wilson），以获得其他涉案人员名单，自己则在医院静静等待死神的降临。

### 第八季
卡密斯坦伊斯兰共和国（Islamic Republic of Kamistan）总统奥马尔·哈桑（Omar Hassan）与美国总统艾莉森·泰勒（Allison Taylor）举行和平会谈及签署条约，决定放弃核武器研制。其弟法哈德·哈桑（Farhad Hassan）勾结俄罗斯黑帮刺杀兄长以及偷运核原料回国，以阻止其举行和平谈判。由于杰克·鲍尔的出现，刺杀行动失败，但核原料顺利到手。奥马尔·哈桑（Omar Hassan）命令总统卫队在国内大肆搜捕反对分子，法哈德·哈桑（Farhad Hassan）在军队的支持者被清除，卡密斯坦潜伏在美国的特工萨米尔·马蒙（Samir Mamun）决定在美国在曼哈顿改装并引爆核弹，法哈德·哈桑（Farhad Hassan）不从被杀。最终奥马尔·哈桑（Omar Hassan）为解救曼哈顿濒于死亡的数万美国民众，慷慨赴死，其妻子达莉亚·哈桑（Dalia Hassan）接手和平谈判。杰克·鲍尔也发现CTU内部的丹娜·沃什（Dana Walsh）是俄罗斯间谍，但总统艾莉森·泰勒（Allison Taylor）已决意隐瞒俄罗斯是幕后黑手的事实，以达成和平协议。最后关头，总统艾莉森·泰勒（Allison Taylor）放弃和平协议，正等待被处决的杰克·鲍尔远走他乡。

### 再活一天
包智傑於第八季中因殺死俄羅斯外交官員而被美國和俄羅斯通緝，此後包智傑逃亡至英國倫敦，而岳高蓮因協助包智傑而被美國政府通緝，此後岳高蓮亦逃至倫敦，並加入當地黑客組織、揭露美國政府多份機密文件，不幸卻被美國中央情報局駐英情報站特工擄走。包智傑為拯救岳高蓮，假裝被中情局捉捕，從而成功救出岳高蓮。包智傑得悉有人要對訪英的美國總統賀正時不利——嫁給穆斯林的恐怖分子女頭目瑪格·阿哈茲，因丈夫被美軍無人機殺害，而計劃利用黑客組織所研發的超馳裝置脅持美軍六架無人戰鬥機，要求賀正時用他的性命換取數以十萬計倫敦市民性命。包智傑後闖入美國駐英大使館，取得無人機遭劫的證據，並在追捕瑪格阿哈兹途中，與因丈夫揭露國家機密被處決的中情局探員凱特·摩根（Kate Morgan）合作。晚上6:45，賀正時見無法成功捉捕瑪格·阿哈茲，決定於溫布利體育館向阿哈兹投降。阿哈兹利用無人機導彈把運動場摧毀，但阿哈兹不久便發現賀正時仍生還，便召回最後一架無人機，將導彈描向滑鐵盧車站。最後包智傑成功阻止導彈擊中滑鐵盧車站，並把阿哈兹母子丢出窗外。當超馳裝置被帶回中情局駐英情報站的时候，站長納瓦洛叛逃，帶走超馳裝置 ，並交給黑客組織首領阿德里安。阿德里安原來與包智傑敵人——前中國特工鄭志合作。鄭志利用超馳裝置成功把中國航母瀋陽艦擊沉，挑起中美之間的戰爭。包智傑追捕鄭志途中，知道過去愛人榮安慈被鄭志殺害感到傷痛。包智傑成功捉到鄭志，阻止中美戰爭，並把鄭志殺害。最後包智傑發現岳高蓮被俄羅斯特工擄走，俄羅斯特工要求包智傑以他自己換取岳高蓮，12小時後，俄羅斯特工遵守承諾放走岳高蓮。並對包智傑說：「我本來想說你會享受莫斯科之旅，不過你知道是謊言」。本季最後包智傑被捉上俄方直升機。

## 琐事
1. 杰克·鲍尔先后使用SIG Sauer P228 9mm（第一季及第二季）、Heckler & Koch USP Compact 9mm（第三季及第八季）、Heckler & Koch P30（再活一天第一季）作为主要配鎗。
2. 杰克·鲍尔於第三季開始使用Aker的皮製鎗套以配合他的Heckler & Koch USP Compact 9mm。
3. 据不完全统计，杰克·鲍尔在第一季杀了10人、第二季30人、第2.5季1人（遊戲主要反派.游戏为正线故事剧情）、第三季14人、第四季43人、第五季39人、第六季50人、第七季前传13人、第七季28人、第八季38人、再活一天第一季39人，总共305人。